# Oecomys rutilus
Oecomys rutilus és una espècie de mamífer rosegador de la família dels cricètids. Viu al nord del Brasil, la Guaiana Francesa, Guyana, el Surinam i l'extrem oriental de Veneçuela. Es tracta d'un animal força comú. El seu hàbitat natural són els boscos primaris i secundaris. És una espècie en risc mínim, és a dir, no sembla que hi hagi cap amenaça significativa per a la seva supervivència.